# Лустрик Брутиан
Лустрик Брутиан (на латински: Lustricus Bruttianus) е политик и сенатор на Римската империя в началото на 2 век по времето на император Траян.
Той е проконсул на провинцията Бетика. През 108 г. е суфектконсул заедно с Квинт Помпей Фалкон.